# Paolo Bordoni (pianista italiano)
Paolo Bordoni (Dalmine, 22 luglio 1942 – Milano, 26 settembre 2022) è stato un pianista italiano.

## Biografia
Paolo Bordoni nasce a Dalmine, in provincia di Bergamo, il 22 luglio 1942 da Pierina Baccanelli, insegnante elementare, e Piero Bordoni, direttore di banca. Avviato allo studio del pianoforte presso il maestro Amleto Mazzoleni, Paolo Bordoni è incoraggiato dallo stesso Mazzoleni nel proseguire gli studi anche ad un livello superiore e nel 1955 si trasferisce a Roma per frequentare i corsi di pianoforte presso l'Accademia di Santa Cecilia. Bordoni descrive questo ambiente, in un'intervista del 2012 a Radio Classica come "un ambiente a dir poco straordinario". Qui ha come insegnante la pianista Vera Gobbi Belcredi.
Durante gli anni della formazione, partecipa a vari concorsi pianistici, fra i quali il 10º concorso internazionale del 1963 e lo stesso nel 1964, dove in tutti e due i casi si classifica secondo. Durante il secondo concorso del 1964, esegue 30 concerti, compresi due concerti con orchestra. In questa occasione eseguirà il primo e il secondo concerto per pianoforte e orchestra di Fryderyk Chopin e un concerto di Robert Schumann al Teatro Regio di Torino.
Successivamente, Bordoni si rivolge al Ministero degli Esteri per ottenere una borsa di studio all'estero, con l'obiettivo di proseguire gli studi a Parigi o New York. L'opportunità si concretizza con Parigi, dove rimane per tre anni studiando con la pianista Magda Tagliaferro, che definì "estremamente fantasiosa", e con il pianista Guido Agosti.

## La passione per Schubert
Già precedentemente spinto dalla sua insegnante, Vera Gobbi Belcredi, Bordoni si avvicina fin dai primi anni di studio alle opere di Franz Schubert.
Nella prima metà degli anni '70 viene contattato dall'allora direttore generale della EMI per registrare, presso gli studi di Abbey Road a Londra, la serie completa di tutti i valzer di Schubert.
La sua attività concertistica è intensa, con un repertorio che spazia dai valzer di Schubert fino alla produzione per pianoforte e orchestra di Robert Schumann, con una progressiva dedizione alla musica orchestrale. Oltre a Schumann, Bordoni eseguì opere di Wolfgang Amadeus Mozart, Lowell Liebermann, Pëtr Il'ic Cajkovskij, Gian Carlo Menotti, Maurice Ravel e Ludwig van Beethoven. Di quest'ultimo interpreterà dal vivo tutta la produzione per pianoforte e orchestra, con l'eccezione del quinto concerto.
Nel 1975 il regista Stanley Kubrick utilizzò il "Trio op. 100" di Schubert, inciso da Bordoni, per una scena del film Barry Lyndon.
Paolo Bordoni muore a Milano il 26 settembre 2022 dopo una lunga malattia.

## Direttori d'orchestra con cui ha collaborato

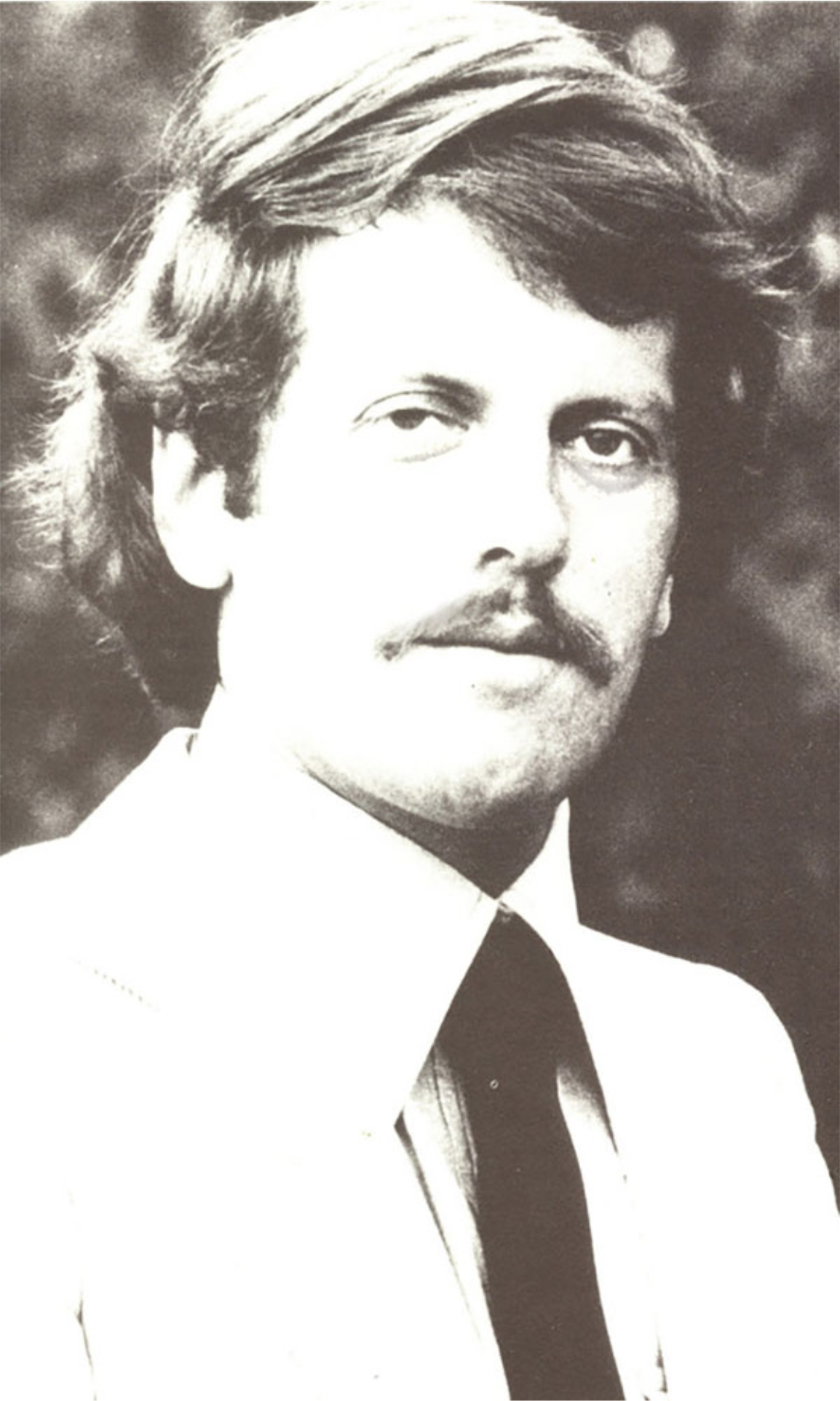
Il pianista Paolo Bordoni nel 1982

Rudolf Kempe, Gianandrea Gavazzeni, Daniel Oren, Riccardo Chailly, Lukas Foss, Hubert Soudant, Carl Melles, Spiros Argiris, Carlo Zecchi, Marc Andreae, Moshe Atzmon, André Vandernoot, Donato Renzetti, Daniele Gattii, Roberto Abbado, Umberto Benedetti Michelangeli, Aldo Ceccato e Mario Venzago.

## Discografia
- Schubert – Valses Sentimentales D.779 / Valses Nobles D.969 / Due Scherzi D.593 (La Voce Del Padrone, 1976)
- Schubert - Valses nobles (EMI, 1977)
- Schubert - Sämtliche Walzer für Klavier (EMI, 1977)
- Schubert – Sämtliche Walzer Für Klavier (His Master's Voice, EMI Electrola, Die Stimme Seines Herrn, 1978)
- Chopin - Impromptus Variations Op.12 Bellini Variations (EMI, 1978)
- Wolfgang Amadeus Mozart – Le 4 Fantasie (EMI, 1979)
- Franz Schubert - Sonata In Do Maggiore "Reliquie" / Sonata In Fa (La Voce del Padrone - 1980)
- Beethoven e Mozart - Rondò (EMI, 1980)
- Schubert – Sonata In Do Maggiore "Reliquie" / Sonata In Fa Minore / Adagio In Re Maggiore (La Voce Del Padrone, 1980)
- Ludwig van Beethoven, Wolfgang Amadeus Mozart – Beethoven Rondò / Mozart Rondò (La Voce Del Padrone, 1980)
- Plays piano valses - (Divox, 1994)
- Franz Schubert / Paolo Bordoni, Esther Nyffenegger & Gérard Wyss, Atsuko Seki, Hideyo Harada – Franz Schubert 1797 - 1828 (Divox, 1997)
- Robert Schumann, Paolo Bordoni, Sinfonieorchester Basel, Mario Venzago – A Different Schumann, Vol. III: Symphony No. 3 In E-Flat Major, Op. 97 "Rheinische" (Rhenish) - Concert Piece In F Major For Piano And Orchestra, After Op. 86 "Manfred" Overture, Op. 115 (Novalis, 2002)
- Schubert - Complete Valtses (EMI Classic, 2006)
- Schubert – Piano Dances (Divox, 2007)